# لوشو
لوشو (وندلند) (بالألمانية: Lüchow) هي مدينة وبلدة ألمانية تقع في ألمانيا في سكسونيا السفلى.[بحاجة لمصدر]

## المدن التوأمة
مدينة سيرت هي مدينة توأمة لـلوشو (وندلند).